# Rubin Steiner

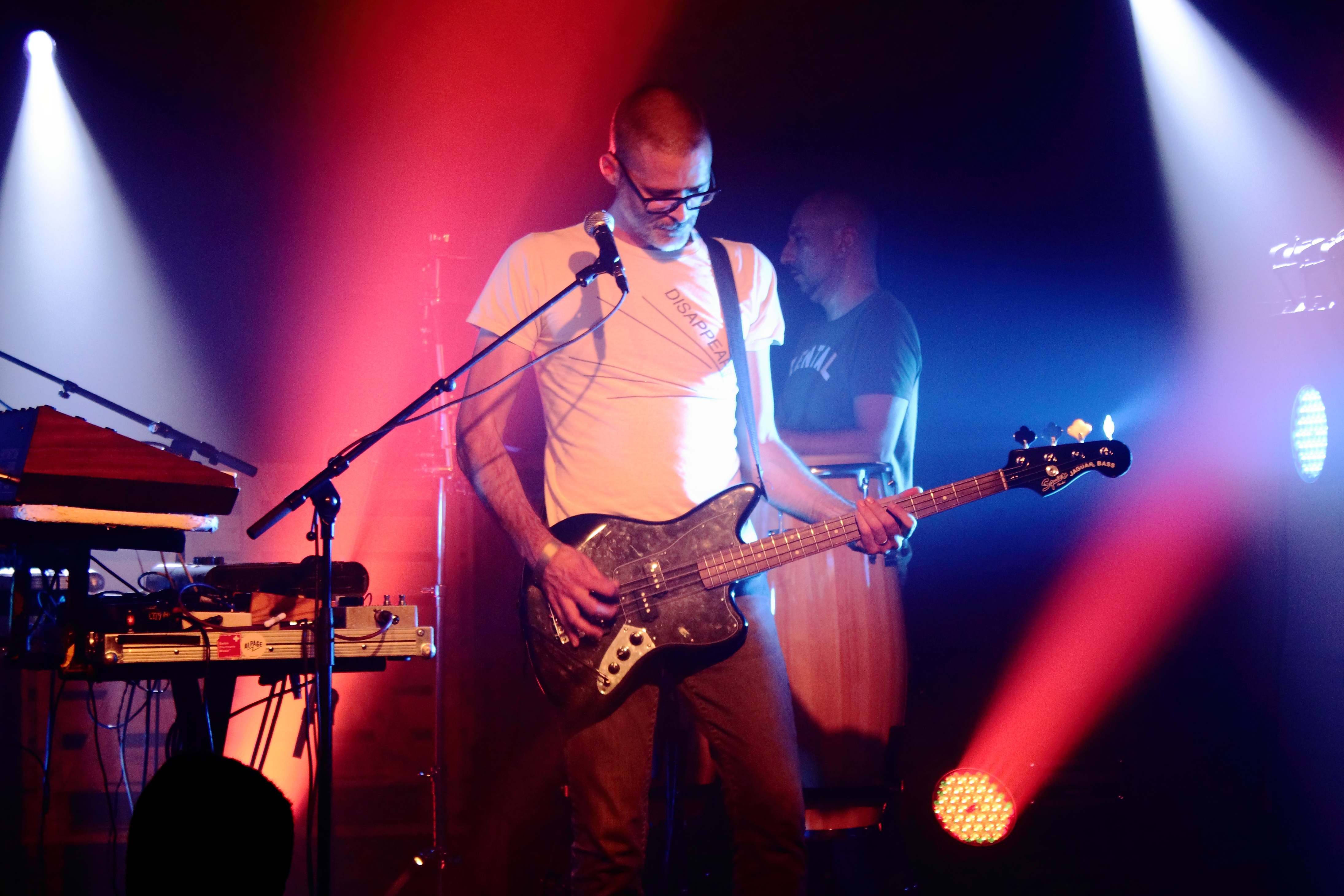
Rubin Steiner (2014)

Rubin Steiner (* 30. Oktober 1974 in Tours als Frédérick Landier) ist ein französischer Musiker und DJ.

## Leben
Seine ersten Erfahrungen mit Musik konnte Rubin Steiner als Radiomoderator bei Radio Béton in seiner Heimatstadt sammeln. Während dieser Zeit organisierte er Auftritte von Bands in Bars und trat mit der Gruppe merz auf. Zunehmend konzentrierte sich Rubin Steiner auf die eigene Musik, welche eine Mischung aus Free Jazz und Electronic mit Einflüssen aus Hip-Hop, Experimental-Musik und weiteren Musikrichtungen darstellt.
Er trat mit anderen Musikern in der Band Rubin Steiner Neue Band auf sowie mit weiteren als Rubin Steiner Magical Black Shoes Orchestra.
Ende 2009 löste sich die Rubin Steiner Neue Band auf, da ein Musiker sich einem Soloprojekt widmete, 2010 formierte sich die neue Band Rubin Steiner & The Simple Machines, bestehend aus Rubin Steiner und zwei weiteren Musikern.

## Diskografie

### Alben
- 1998: Lo-fi nu jazz (autoprod)
- 2000: Lo-fi nu jazz vol.2 (platinum records) PL 19
- 2001: Lo-fi nu jazz vol.2 and more 2CD PL 19 ter (platinum records)
- 2002: Wunderbar Drei (platinum records) PL29
- 2005: Drum Major! (platinum records) PL44
- 2008: Weird hits, two covers & a love song (platinum records) PL55
- 2008: More Weird Hits! (platinum records)
- 2011: Rubin Steiner & Ira Lee -  We Are The Future (platinum records) PL 72
- 2012: Discipline In Anarchy (platinum records) PL79
- 2016: Vive L'Electricité De La Pensée Humaine (platinum records) PL94
- 2019: Say Hello to the Dawn of Paradox (platinum records)

### Remixes
- 2001: Inséparable mais by Arthur H, remix by Rubin Steiner
- 2001: Chépa by Ivan Hio, remix by Rubin Steiner
- 2001: Le disco chinois by Julien Ribot, remix by Rubin Steiner
- 2001: Lo-Fi Nu Jazz n°5 by Rubin Steiner, remix by Olaf Hund
- 2001: Donkey Racing by Mr Neveux, remix by Rubin Steiner
- 2002: ? by Nestor Is Bianca, remix by Rubin Steiner
- 2002: Guitarlandia by Rubin Steiner remix by Bosco, Mr Neveux, Dj Vadim, TTC, Mr Quark (platinum records)
- 2004: ? by Bless, remix by Rubin Steiner
- 2004: You/You by Boogers, remix by Rubin Steiner
- 2005: Oscar De La Hoya by Capt'ain K.Verne, remix by Rubin Steiner
- 2006: Move by Dillinger Girl & Baby Face Nelson, remix by Rubin Steiner
- 2007: 7 tracks by Bikini Machine, remix by Rubin Steiner

### Maxis /EP
- 1999: Easy Tune ep (UHS)
- 2001: Midi Jazz 7' (platinum records)
- 2001: New Bossa 7' (platinum records)
- 2001: Tango 7' (platinum records)
- 2003: Test Recordings vol.1 (platinum records)
- 2005: Your life is like a Tony Conrad Concert (platinum records)

### Weitere
- 2004 Oumupo 3 mit Luz
- Diverse Stücke für die Kompilationen "chantiers" des Labels Travaux Publics